# Lorella Cuccarini
Lorella Cuccarini Persil (n. 10 august 1965, Roma, Italia) este o cântăreață și actriță italiană.